# 1901-es olasz labdarúgó-bajnokság (első osztály)
Az 1901-es olasz labdarúgó-bajnokság volt a negyedik nemzeti labdarúgó-bajnokság Olaszországban. A bajnokságot az Milan Cricket and Football Club nyerte, első alkalommal.

## Selejtezők
A bajnokságban öt csapat indult, három régióból: kettő Piemontból, kettő Lombardiából, és a sorozatban három bajnoki címet begyűjtő Genoa Liguriából. A címvédőt kiemelték a döntőbe, így a regionális selejtezők győztesei játszottak ki-ki mérkőzést az elődöntőben.

### Piemont
| 1. csapat | Eredmény | 2. csapat         |
| --------- | -------- | ----------------- |
| Juventus  | 5–0      | Ginnastica Torino |

### Lombardia
| 1. csapat | Eredmény | 2. csapat  |
| --------- | -------- | ---------- |
| Milan     | 2–0      | Mediolanum |

## Elődöntő
| 1. csapat | Eredmény | 2. csapat |
| --------- | -------- | --------- |
| Milan     | 3–2      | Juventus  |

## Döntő
| 1. csapat | Eredmény | 2. csapat |
| --------- | -------- | --------- |
| Milan     | 3–0      | Genoa     |

| Az 1901-es olasz labdarúgó-bajnokság győztese: |
| ---------------------------------------------- |
| Milan 1. cím                                   |